# Полевы
По́левы (Полёвы) — угасший древний дворянский род.
Род внесён в Бархатную книгу. При подаче документов (22 мая 1686 года) для внесения рода в Бархатную книгу, была предоставлена родословная роспись Полевых, в результате чего возникла тяжба против причисления Полевых и их однородцев Еропкиных к Смоленским князьям. В результате разбирательств были взяты сведения: у князей Дашковых, Кропоткиных (утверждали о невозможности происхождения Полевых от смоленского князя Фёдора Юрьевича), Козловских, Ржевских и Травиных (подтверждали однородство Полевых с Фоминскими князьями), выписка из старинного родословца о Фоминских и Березуйских князьях, выписка из Степенной книги, приложены челобитные о неверности родословий Полевых представленных в Разрядный приказ (1649), Толбузины и Бокеевы по запросам Палаты родословных дел сведений не предоставили. В результате разбирательств вышел указ (24 февраля 1687 года) о внесении родословий Полевых и Еропкиных в Бархатную книгу в особую главу.

## Происхождение и история рода
Происходит от удельных князей Смоленских и потомков их князей Березуйских и Фоминских.
Александр Борисович по прозванию Поле, боярин великого князя Василия Дмитриевича, был родоначальником дворянского рода Полевы и князем уже не писался. В 1391 году послан от Государя первым послом к великому литовскому князю Витовту для испрошения у него в супружество Государю дочь его — княжну Софью Витовтовну, с которой он и возвратился в декабре того же года в Москву. В 1401 году отправлен первым воеводою войск к Торжку, коим и завладел.
Потомки его служили воеводами и стольниками.
Род этот пресёкся (1707) и фамилия его перешла к генерал-поручику Павлу Федоровичу Балку, женатому на Марии Федоровне, последней в роде Полевых. Их потомки носили фамилию Балк-Полевых.
Местонахождение землевладений — село Полевшина (ранее Малинки) Звенигородского уезда Московской губернии.

## Известные представители
- Полев Иван Васильевич Большой-Берсень — сын боярский, послан в Казань для приведения казанского царя к присяге в верности России и велено ему отобрать у казанцев огнестрельное оружие (1530), посол в Казани (1531).
- Полев Иван Васильевич Меньшой — второй наместник на Двине (1543).
- Полев Василий Фёдорович Меньшик († 1536) — убит казанскими татарами в Костроме [5].
- Полев Василий Васильевич Меньшик — воевода Сторожевого полка в походе из Чухломы за татарами (1532), убит в бою с татарами в костромских местах (1536).
- Архиепископ Герман (урожденный Григорий Фёдорович Полев) (1505—1567) — архиепископ Казанский и Свияжский.
- Полев Иван Иванович — рында с государевой рогатиной в походе к Полоцку (1544).
- Полев Михаил Иванович — рында со вторым государевым доспехом в Казанском походе (1544).
- Полев Фёдор Васильевич — второй воевода Сторожевого полка в походе к Полоцку (1551).
- Полев Владимир Васильевич — рында с государевой рогатиной в походе к Полоцку (1551), убит в бою с казанцами (1553).
- Полев Осип Васильевич — голова и воевода.
- Полев Григорий Осипович — упоминается при свадьбе Ивана Грозного с Марфою Васильевной Собакиной (1571).
- Полев Иван Осипович († 1605) — воевода в Пскове (1600 и 1602).
- Полев Богдан Иванович — воевода в Ливнах (1600), в Борисове (Царев-Борисов) (1602), в Муроме (1616).
- Полев Андрей Богданович († 1618) — стольник, воевода в Ельце (1614 и 1618), убит под г. Михайлов.
- Полев Фёдор Богданович — на свадьбе Лжедмитрия I и Марины Мнишек с окольничими перед ними ходил, в бане мовником с Лжедмитрием был, убит под Москвою.
- Полев Алексей Иванович — стольник (1627), московский дворянин (1636—1658).
- Полев Иван Андреевич († 1672) — стольник (1627—1671), воевода в Вологде (1648—1649), в Тамбове (1659), в Севске (1662—1663), в Брянске (1664—1665).
- Полев Михаил Иванович — стольник (1672—1686).[6]
- Полев Фёдор Михайлович (1682—1707) — женат на Евдокии Ивановне Бельской († 1750), последний в роде[7][8].
  - Полева Мария Федоровна (170?—1733).
  - Полев Александр Федорович († 1707, во младенчестве).

## Критика
В Российской родословной книге А.Б. Лобанова-Ростовского указано, что род пресёкся и фамилия перешла к генерал-поручику Павлу Фёдоровичу Балку, которому разрешено принять фамилию Балк-Полевы. Но здесь же и указано, что в числе иноков Иосифова монастыря значатся Серапион и Симеон Полевы, не упомянутые в поколенной росписи рода и которые возможно имели детей до принятия пострига.
Также, № 21 Иван Осипович Полев, погибший в бою в Тарках, показан бездетным, а на самом деле он имел сына Алексея Ивановича, что отмечено в Боярской книге (1627-1658) в роде Полевы и челобитной написанной им на имя царя Алексея Михайловича (1649) и далее ни он, ни его потомство, не показаны в поколенной росписи, хотя он прожил долгую жизнь (см. ссылку на отца).
В родословной книге из собрания М. А. Оболенского, в поколенной росписи поданной в Разрядный приказ (1686), указано, что у Полева Василия Васильевича Меньшого был сын, тоже Василий Васильевич Меньшой у которого были дети: Иосиф, Иван и Владимир, которые не показаны ни в одной родословной росписи и которые тоже возможно имели детей.